# Криптоаналитический компьютер
Криптоаналитический компьютер — компьютер, созданный для решения задач криптоанализа.
Современный криптоанализ использует массовый статистический анализ и множественные попытки дешифрации. Быстрый перебор решений из большого количества данных возможен только на автоматизированном оборудовании. Такое положение вещей стало очевидным со времён Второй мировой войны, когда польские криптоаналитики прибегли к проектированию и созданию автоматизированных средств для работы над сообщениями, зашифрованными «Энигмой». Одной из целей создания в Блетчли-парке во время войны компьютера Colossus, одного из первых компьютеров в современном понимании этого слова (цифровой, электронный, программируемый) был именно криптоанализ. Более современные компьютеры играли важную роль после Второй мировой войны, а некоторые из них проектировались с учётом требований криптоаналитических служб (например, Cray-1 для АНБ США).
Компьютеры продолжают играть важную роль в криптоанализе и в XXI веке.